# The Prisoner (1990)
The Prisoner (Originaltitel chinesisch 火燒島 / 火烧岛, Pinyin Huǒshāodǎo, Jyutping Fo2siu1dou2 – „brennende Insel“; Internationaler Titel englisch Island of Fire) ist ein 1990 in Hongkong gedrehter Action- und Martial-Arts-Film mit Andy Lau in der Hauptrolle. In weiteren Rollen sind Jackie Chan und Sammo Hung zu sehen.

## Handlung
Ein Polizistenmörder stirbt in Hongkong bei einer Explosion. Allerdings wird der Tote danach identifiziert als ein Verbrecher, der zwei Jahre zuvor in einem Gefängnis exekutiert wurde. Um dem Mysterium auf den Grund zu gehen, lässt sich ein Polizist verdeckt in das entsprechende Gefängnis einschleusen. Er muss feststellen, dass hier eine Stimmung der Gewalt herrscht und die Wärter kriminell sind.
Als der Polizist gezwungen ist, einen korrupten Wärter zu töten, wird er von seinen Chefs fallengelassen und im Gefängnis zum Tode verurteilt. Kurz vor der Hinrichtung jedoch wird er von einer Gruppe unter Leitung des Gefängnisdirektors angesprochen, die Todeskandidaten gegen andere unliebsame Mitgefangene austauscht, um diese so loszuwerden. Er lässt sich darauf ein und überlebt. Als die Gruppe später vom Direktor mit einem Mord beauftragt wird, misslingt dieser zwar nicht, doch es stellt sich heraus, dass dies eine Falle war. Bei der Flucht sterben alle Beteiligten außer dem Polizisten, der daraufhin den Direktor verhaften kann.

## Kritik
„Eine wüste, selbst für Freunde des Genres nur schwer zu ertragende Mischung aus Knastfilm, Kung-Fu- und Polizeireißer mit gut choreographierten, aber sehr drastischen Kampfszenen.“

## Produktion und Nachwirkung
Jackie Chan ist zwar als Hauptdarsteller genannt, spielt jedoch nur einen kurzen Part. Er und alle anderen Darsteller taten mit der Teilnahme an dem Film wie schon bei Jackie Chan – Die Superfaust dem Produzenten Jimmy Wang Yu einen Gefallen. Jackie Chan war gleichzeitig mit den Dreharbeiten zu seinem Film Mission Adler – Der starke Arm der Götter beschäftigt.
Die oben beschriebene Handlung ist die der deutschen Version. Es fehlt hier gegenüber der 29 Minuten längeren Taiwan-Version neben einigen Gewaltszenen auch das eigentliche Ende, bei dem die entkommenen Gefangenen auf einem Flughafen erschossen werden. Ende Juli 2017 wurde der Film in Deutschland in der ungeschnittenen Fassung ab 16 freigegeben.